# Lejtienant Burakow (1898)
Lejtienant Burakow (Лейтенант Бураков), poprzednio Haihua (chiń. 海華; pinyin Hǎihuā, w starszej transkrypcji Hai Hua) – chiński niszczyciel z przełomu XIX/XX wieku, jedna z czterech jednostek typu Hai Long, przejęta następnie przez Rosję. Okręt został zwodowany w 1898 roku w niemieckiej stoczni Schichau w Elblągu, a do służby w chińskiej flocie został wcielony w 1899 roku. W czerwcu 1900 roku niszczyciel został zdobyty podczas powstania bokserów przez Brytyjczyków i następnie przekazany Rosji. Okręt wszedł w skład Marynarki Wojennej Imperium Rosyjskiego pod nazwą „Taku”, zmienioną wkrótce na „Lejtienant Burakow”. Walczył w wojnie rosyjsko-japońskiej, w której został zatopiony 24 lipca 1904 roku nieopodal Port Artur przez japońskie kutry i kilka dni później zniszczony przez Rosjan.

## Projekt i budowa
„Hai Hua” był jednym z czterech niszczycieli zamówionych przez Chiny w Niemczech jesienią 1896 roku. Nazwa (chiń. 海華; pinyin Hǎihuā) oznaczała „morski kwiat” i spotykana jest w literaturze także w starszej transkrypcji Wade-Gilesa: „Hai Hua” lub innych wariacjach (Hai Hoha, Hai Hoa, Hai Hoah, Hai Houa). Problemy z finansowaniem budowy jednostek wpłynęły na spore opóźnienie w ich dostarczeniu zamawiającemu. Niszczyciele miały stalowe kadłuby z taranowym dziobem i wypukłym pokładem dziobowym . Projekt jednostek zakładał osiągnięcie dużej prędkości kosztem zamontowania słabszego zestawu uzbrojenia. W rezultacie powstały najszybsze w tym czasie na świecie okręty tej klasy. Podczas prób morskich „Hai Long” przy zmniejszonym do 25 ton zapasie węgla osiągnął prędkość 35,2 węzła; przy pełnych zasobniach (67 ton) okręty tego typu osiągały 30–31 węzłów przy nominalnej mocy siłowni i 33–34 węzły przy forsowaniu maszyn.
Okręt zbudowany został w stoczni Schichaua w Elblągu pod numerem stoczniowym 611. Stępkę jednostki położono w 1897 roku, a zwodowany został w 1898 roku . Budowa okrętu została ukończona w 1898 roku, a 7 kwietnia 1899 roku wszystkie cztery jednostki typu Hai Long (najprawdopodobniej z niemieckimi załogami) opuściły Elbląg i udały się w rejs do Chin, uzupełniając paliwo w Rotterdamie, na Malcie, w Port Saidzie, Kolombo i Singapurze, docierając 6 czerwca do Taku.

## Dane taktyczno-techniczne
Okręt był niewielkim niszczycielem z dwoma pochylonymi kominami . Długość całkowita wynosiła 59 metrów, szerokość 6,4 metra i zanurzenie 2,55 metra . Wyporność normalna wynosiła 243 tony, a pełna 284 tony . Okręt napędzany był przez dwie pionowe trzycylindrowe maszyny parowe potrójnego rozprężania o łącznej mocy 6000 KM, do których parę dostarczały cztery kotły Thornycroft. Dwuśrubowy układ napędowy pozwalał osiągnąć prędkość 32–33,6 węzła. Okręt mógł zabrać zapas węgla o maksymalnej masie 67 ton, co zapewniało zasięg wynoszący 3000 Mm przy prędkości 12 węzłów (lub 2100 Mm przy prędkości 14 węzłów lub 790 Mm przy prędkości 18 węzłów).
Uzbrojenie artyleryjskie okrętu stanowiło sześć pojedynczych dział trzyfuntowych kalibru 47 mm Hotchkiss L/30, umieszczonych po trzy przy burtach po obu stronach kominów i na rufie . Według źródeł rosyjskich, armaty systemu Hotchkissa były produkcji niemieckiej i miały lufy o długości L/35. Jednostka wyposażona była w dwie pojedyncze obracalne nadwodne wyrzutnie torped kalibru 356 mm Schwarzkopfa, umieszczone na pokładzie przed i za drugim kominem . Łączny zapas wynosił cztery torpedy.
Załoga okrętu liczyła 57 oficerów, podoficerów i marynarzy.

## Służba

### Chiny
„Hai Hua” został wcielony do służby w chińskiej marynarce w 1899 roku. Do Chin dopłynął razem z pozostałymi okrętami tego typu 7 kwietnia 1899 roku. Podczas powstania bokserów, 17 czerwca 1900 roku w Taku wszystkie cztery niszczyciele typu Hai Long zostały zdobyte przez dowodzonych przez por. mar. Rogera Keyesa marynarzy brytyjskich z niszczycieli HMS „Fame” i HMS „Whiting”. Okręty te zostały następnie przez Brytyjczyków rozdzielone między cztery główne mocarstwa biorące udział w interwencji, przy czym we wszystkich flotach nadano im imię „Taku” na pamiątkę zdobycia. W wyniku podziału, „Hai Hua” został przekazany Rosji.

### Rosja
Niszczyciel, nazwany tymczasowo „Taku” (ros. Таку), rozpoczął kampanię ze skompletowaną załogą 14?/27 czerwca 1900. Początkowo nie został formalnie wcielony do służby, natomiast używany był do listopada jako okręt łącznikowy między kontyngentem w Taku a bazą floty rosyjskiej w Port Artur. Po zakończeniu interwencji rozważano porzucenie okrętu, który wymagał remontu, lecz ostatecznie zdecydowano zatrzymać go dla marynarki rosyjskiej. Został wcielony do służby w Marynarce Wojennej Imperium Rosyjskiego rozkazem z 27 stycznia?/9 lutego 1901 roku. Jednocześnie nazwę okrętu zmieniono na „Lejtienant Burakow” (porucznik Burakow, ros. „Лейтенант Бураков”), na cześć oficera, który zginął przy ataku na forty Taku. Zaliczono go jako okręt III rangi, przeznaczony do celów szkolnych. Według niektórych publikacji z epoki, jednostka formalnie weszła w skład Floty Bałtyckiej.  W 1904 roku zdemontowano obie wyrzutnie torped nietypowego dla Rosji kalibru 350 mm, montując w zamian jedną kalibru 381 mm . Z uwagi na dłuższą wyrzutnię, wymagało to zrobienia niszy w ściance kambuza dla umożliwienia jej obrotu. Niemieckie działa kalibru 47 mm L/35 zamieniono na typowe we flocie rosyjskiej działa tego kalibru.
W momencie wybuchu wojny rosyjsko-japońskiej jednostka wchodziła w skład 2. Flotylli Niszczycieli I Eskadry Oceanu Spokojnego, stacjonując w Port Artur. 12 lutego?/25 lutego 1904 roku niszczyciele „Lejtienant Burakow”, „Bditielnyj”, „Biesstrasznyj” i „Wnuszytielnyj” udały się na patrol u północno-zachodnich wybrzeży półwyspu Kwantung, gdzie doszło do potyczki z japońskimi niszczycielami, zakończonej następnego dnia utratą „Wnuszytielnego”. 2 czerwca?/15 czerwca okręt został wysłany z Port Artur do Yingkou z wiadomościami do tamtejszego namiestnika, bez problemu pokonując japońską blokadę rozwijając prędkość ponad 32 węzły; niszczyciel powrócił do bazy 4 czerwca?/17 czerwca, powtórnie unikając spotkania z japońskimi jednostkami. 15 czerwca?/28 czerwca „Lejtienant Burakow” po raz wyruszył do Yingkou. Przemknąwszy się pod osłoną mgły przez linię blokady, po drodze wchodząc na mieliznę w zatoce Fuzhou. Gdy z niej schodził, dostrzegł go zespół japońskich niszczycieli, ale rosyjska jednostka umknęła im wykorzystując przewagę prędkości. Dostarczywszy 29 czerwca informacje do Yingkou, wrócił 20 czerwca?/3 lipca do Port Artura.
W nocy z 10 lipca?/23 lipca na 11 lipca?/24 lipca w zatoce Tahe doszło do bitwy między rosyjskimi niszczycielami „Lejtienant Burakow”, „Bojewoj” i „Grozowoj” a japońskimi torpedowcami z 14 dywizjonu (dca. por. Kuwajaima) wspartymi dwoma pomocniczymi kanonierkami. Japończycy wykryli jednostki rosyjskie zakotwiczone pod osłoną baterii nadbrzeżnych i zaatakowali rankiem 24 lipca. W trakcie walki rosyjskie okręty zostały zaatakowane od strony lądu przez pokładowe kutry parowe z pancerników „Mikasa” i „Fuji”, które z odległości 400 metrów wystrzeliły cztery torpedy, trafiając w „Bojewoja” (który doznał uszkodzeń) oraz w śródokręcie „Lejtnanta Burakowa”. Trafione okręty miały być następnie ostrzelane przez kanonierki. „Lejtienant Burakow” został wzięty na hol przez „Grozowoja”, jednak wkrótce zatonął przy brzegu na głębokości trzech metrów. W dzień do zatopionego okrętu dotarła ekipa nurków, która rozpoczęła uszczelnianie kadłuba niszczyciela w celu jego późniejszego podniesienia. 17 lipca?/30 lipca, wobec postępów dokonywanych przez wojska japońskie na lądzie, okręt został zniszczony za pomocą ładunków wybuchowych .